# ختم يريفان
يظهر ختم يريفان أسداً إيربانياً مجنحاً ذا درعٍ مِنَ البرونز له محيطٌ أزرق. الأسد له شجرةُ الحياةِ كرأسٍ، ويحملُ طاقمِ السلطةِ، ولديهِ درعٌ يشملُ رمزَ الخلودِ وجبالَ أرارات على صدرهِ. النّص الذّي له خلفيةٌ زرقاء تحتَهُ يفسرُ يريفان بالأحرفِ الأرمنية. تمت الموافقة على التصميم النهائي للختم في 27 سبتمبر 2004.